# Euselasia leucophryna
Euselasia leucophryna är en fjärilsart som beskrevs av William Schaus 1913. Euselasia leucophryna ingår i släktet Euselasia och familjen Riodinidae. Inga underarter finns listade i Catalogue of Life.